# Monastero di Machairas
Il Monastero di Machairas (in greco Μαχαιράς?   [ localmente [maʃeˈɾas] ]) è un monastero storico dedicato alla Vergine Maria situato a circa 40 km dalla capitale di Cipro, Nicosia. Si trova ad un'altitudine di circa 900 m ed è stata fondata alla fine del XII secolo a ridosso dell'attuale paese di Lazanias.

## Storia
La leggenda narra che un eremita sconosciuto abbia contrabbandato una delle 70 icone che si dice sia stata dipinta da Luca l'Apostolo segretamente dall'Asia Minore a Cipro. Questa icona della Vergine Maria è rimasta nel suo nascondiglio fino all'arrivo di altri due eremiti dalla Palestina nel 1145: Neophytos e Ignatius che si sono imbattuti nell'icona in una grotta. Per raggiungerlo, dovevano entrare nella grotta attraverso la fitta vegetazione con un'arma da taglio, e l'icona assunse il nome "Machairotissa" in riferimento alla parola greca per coltello μαχαίρι (Makhaira). L'intero monastero fondato su questo sito prende il nome da questa icona.
Dopo la morte di Neophytos, Ignatios viaggiò con Prokopios (un altro eremita) a Costantinopoli nell'anno 1172 dove riuscirono a ottenere assistenza finanziaria dall'allora imperatore bizantino Manuele I Comneno. Al monastero fu inoltre concessa la proprietà dell'intero monte su cui oggi è situato e con lo status di stavropegion (nel senso che rimaneva indipendente dalla zona vescovile). Il monastero iniziale fu poi ampliato dal monaco Neilos all'inizio del XIII secolo. Divenne il primo abate del monastero (in seguito divenne anche vescovo di Tamassos). Il monastero ricevette ulteriori sovvenzioni da altri due imperatori bizantini: l'imperatore Isacco II Angelos concesse denaro e terra a Nicosia e l'imperatore Alessio III Angelos donò 24 servi della gleba. Il monastero subì gravi danni a causa dell'incendio nel 1892. Di conseguenza, l'archimandrita Chariton si recò nell'Impero russo per ottenere donazioni per la ricostruzione del monastero. Riuscì a raccogliere 6483 rubli. C'è un piccolo museo all'interno dell'area del monastero. Il museo è dedicato a Grigoris Afxentiou, un combattente per l'indipendenza di Cipro dalla Gran Bretagna e uno dei leader dell'EOKA. Preferì la morte alla cattura e morì in una delle grotte che si trovava vicino al monastero il 3 marzo 1957.

## Architettura
Il monastero ha una pianta rettangolare e un tetto in legno di tegole rosse. L'ingresso principale è rivolto ad est; un secondo è rivolto verso ovest. Gli edifici portanti e le celle dei monaci sono costruiti attorno a una chiesa centrale progettata in stile bizantino. La navata principale della chiesa è fiancheggiata da una bella fila di colonne. È coperto da una cupola e dal grande tetto di tegole. L'interno della chiesa è decorato con icone religiose, lampadari, pavimenti in pietra e affreschi murali. Come previsto, l'icona della Vergine Maria occupa una posizione di rilievo. Attualmente il monastero ospita 20-30 monaci ortodossi che vivono di attività agricole.

## Festività
Il monastero è dedicato alla Vergine Maria e celebra ufficialmente la festa dell'ingresso della Vergine Maria al Tempio (Eisodia) il 21 novembre.